# Selachops
Selachops is een geslacht van insecten uit de familie van de mineervliegen (Agromyzidae), die tot de orde tweevleugeligen (Diptera) behoort.

## Soort
- S. flavocinctus Wahlberg, 1844